# Armand Deffis
Armand Deffis, né à Momères (Hautes-Pyrénées) le 6 février 1827 et mort à Bagnères-de-Bigorre (Hautes-Pyrénées) le 25 octobre 1892, est un militaire et homme politique français, commandant de l’Ecole spéciale militaire de Saint-Cyr de 1880 à 1886 et sénateur des Hautes-Pyrénées de 1882 à sa mort en 1892.

## Biographie
Né à Momères (Hautes-Pyrénées) le 6 février 1827, il est le fils de Jean, propriétaire et cultivateur, et Marie Sarssia, ménagère. Engagé volontaire au 4e régiment de chasseurs à cheval en juin 1848, il intègre, après un passage par l'École d'administration, l’École spéciale militaire de Saint-Cyr en 1850 (promotion de Kabylie, 1850-1852) et en sort bien classé (47e sur 273). Officier d’infanterie, il est affecté au 28e régiment d’infanterie de ligne. Parti en Orient en juillet 1854, il est blessé par éclat de bombe devant Sébastopol le 10 juillet 1855. Il est ensuite affecté au 1er régiment étranger en 1859 et sert en Afrique de 1860 à 1862 puis de 1864 à 1868. Chef de bataillon au 4e régiment d’infanterie de ligne, il prend part à la campagne contre la Prusse en juillet 1870. Affecté au 3e régiment de voltigeurs de la Garde en août 1870, il est promu lieutenant-colonel en 1870 puis colonel en 1871, il est maintenu dans ce grade au lendemain de la guerre franco-prussienne. Dans les années 1870, il commande successivement les 137e, 93e et 83e régiments d’infanterie. Il est promu général en 1879 et commande une brigade d’infanterie avant de succéder au général Claude Choletton au commandement de l’École spéciale militaire de Saint-Cyr le 14 octobre 1880.  
Il poursuit les réformes engagées autrefois par le général Louis Hanrion et il renoue avec un commandement qui intègre l’enseignement académique dans la formation. Dans le même temps, et alors que les lois scolaires de Jules Ferry sont adoptées, il contribue à républicaniser l’École. L’armée doit être offerte en modèle au pays. En 1882, Deffis est élu sénateur dans le département des Hautes-Pyrénées et il publie plusieurs rapports relatifs aux questions militaires.
En 1881, à la suite d'une décision ministérielle du général Jean-Joseph Farre (ministre de la Guerre), le général Deffis fait exclure 31 jeunes saint-cyriens, qui se sont rendus le 15 juillet à la messe de la Saint-Henri, fête du « comte de Chambord », à laquelle assistait le « duc de Madrid », neveu du prétendant (qui à la suite de ce même événement, sera expulsé du territoire de la République, par arrêté d'Ernest Constans, ministre de l'Intérieur et des Cultes, et de son sous-secrétaire d'État, Armand Fallières — futur président de la République —, en date du 16 juillet 1881,). En 1884, les statues équestres des généraux Kléber et Marceau sont installées à l’École. Offertes par la République, elles sont l’œuvre du sculpteur et artiste-peintre français Auguste Clésinger (1814-1883). Sauveurs de la Révolution, ces deux généraux incarnent le mythe républicain. Aujourd’hui, ces deux statues sont installées sur le Marchfeld et la cour Rivoli à Coëtquidan.  
Le surnom de « poireau » attribué aux généraux commandant l'École Spéciale Militaire de Saint-Cyr remonte à son passage à la tête de la Spéciale. En effet, passionné d'agriculture, il fait travailler les élèves dans un potagers où poussent des poireaux pour améliorer les repas du réfectoire.
Promu divisionnaire en mars 1886, il laisse le commandement de l’École au général Baptiste Tramond et il prend le commandement de la 18e division d’infanterie.
S'étant fait admettre à la retraite en décembre 1890 pour se représenter aux élections sénatoriales, il est réélu dans les Hautes-Pyrénées, le 4 janvier 1891, par 397 voix sur 697 votants, en même temps que Jean Dupuy, qui obtient 401 voix. Il est élu questeur du Sénat le 13 janvier 1892 par 100 voix sur 166 votants, succédant à l'amiral Alexandre Peyron, décédé. Son activité au Sénat se concentre sur deux sujets : les questions militaires et le cheval. Il défend l'élevage des chevaux par les Haras nationaux
Lors de la discussion de la loi de juin 1891 sur les courses de chevaux, qu'il juge essentielles pour l'élevage, il s'oppose au sénateur Béranger, qui veut supprimer le pari mutuel sur les hippodromes. Il le compare à Caton l'Ancien, qui ne buvait que de l'eau ou, en de rares occasions un vin très médiocre et lui déclare : « Il faut de la vertu, sans doute, mais point trop n'en faut. »
Il décède à Bagnères-de-Bigorre (Hautes-Pyrénées) le 25 octobre 1892.

## Décorations
Chevalier de la Légion d'honneur (1865), officier (1872), commandeur (5 juillet 1882) puis Grand officier (1889), il est également Grand-officier de l’ordre de l'Étoile de Roumanie (1882) et Grand-officier de l’ordre du Soleil Levant du Japon (1884).

## Œuvres
- Projet de résolution tendant à la nomination d'une commission annuelle chargée d'examiner les projets de loi relatifs à l'armée, présenté par le général Deffis, 16 janvier 1891, Paris, impr. de P.Mouillot, (s. d.), 1 p.
- Proposition de loi, ayant pour but de modifier l'article 3 de la loi des 26 janvier, 3 mai et 5 juin 1850 relative aux Écoles polytechnique et spéciale militaire et à l'École navale de Brest, présentée par le général Deffis, 22 février 1883, Paris, impr. de P. Mouillot, (s. d.), 3 p.
- Proposition de loi relative à l'organisation de l'armée coloniale, présentée par le général Deffis, 17 mars 1892,  Paris, impr. de P. Mouillot, (s. d.), 50 p.
- Rapport. Administration de l'armée et autonomie complète du service militaire de santé, par le général Deffis, 6 juin 1889, Paris, impr. de P. Mouillot, (s. d.), 7 p.
- Rapport. Commission annuelle chargée d'examiner les projets de loi relatifs à l'armée, par le général Deffis, 20 janvier 1891, Paris, impr. de P. Mouillot, (s. d.), 2 p.
- Rapport. Convocation en temps de paix des hommes de la réserve de l'armée territoriale affectés à la garde des voies de communication par le général Deffis, 20 juin 1890, Paris, impr. de P. Mouillot, (s. d.), 3 p.
- Rapport. Déclassement de la place de Mézières, par le général Deffis, 29 novembre 1884, Paris, impr. de P. Mouillot, (s. d.), 4 p.
- Rapport. Modification de l'article 21 de la loi du 15 juillet 1889, sur le recrutement de l'armée par le général Deffis, 23 octobre 1890, Paris, impr. de P. Mouillot, (s. d.), 7 p.
- Rapport. Modification de l'article 59 de la loi du 15 juillet 1889, engagements par le général Deffis, 24 juin 1892, Paris, impr. de P. Mouillot, (s. d.), 5 p.
- Rapport. Modifications à apporter dans la tenue de la cavalerie, par le général Deffis, 23 juillet 1883, Paris, impr. de P. Mouillot, (s. d.), 6 p.
- Rapport. Modifications de certaines dispositions des lois des 24 juillet 1873, 13 mars 1875 et 15 juillet 1889, par le général Deffis, 30 juin 1892,  Paris, impr. de P. Mouillot, (s. d.), 13 p.
- Rapport. Modifications des tarifs des pensions de certaines catégories d'officiers et employés militaires, par le général Deffis, 23 octobre 1890, Paris, impr. de P. Mouillot, (s. d.), 6 p.
- Rapport. Organisation de l'armée, cadres et effectifs, par le général Deffis, 10 juin 1890, Paris, impr. de P. Mouillot, (s. d.), 6 p.
- Rapport. Organisation des différents services en Tunisie ; organisation et entretien de compagnies mixtes en Algérie, par le général Deffis, 23 décembre 1882, Paris, impr. de P. Mouillot, (s. d.), 7 p. [Sénat. Session extraordinaire 1882. No 214]
- Rapport. Recrutement de l'armée, par le général Deffis, 1er avril 1889, Paris, impr. de P. Mouillot, (s. d.), 87 p. [Sénat. Session 1889. No 85]
- Rapport. Recrutement de l'armée, par le général Deffis, 21 mars 1888, Paris, impr. de P. Mouillot, (s. d.), 163 p. [Sénat. Session 1888. No 204]
- Rapport. Rengagement des sous-officiers par le général Deffis, 26 avril et 6 juillet 1888, Paris, impr. de P. Mouillot, (s. d.), 46 et 60 p. [Sénat. Session 1888. Nos 308 et 445]
- Rapport. Suppression de la compagnie de pionniers de discipline, par le général Deffis, 8 juillet 1890, Paris, impr. de P. Mouillot, (s. d.), 2 p. [Sénat. Session 1890. No 122]

### Sources
- « Armand Deffis », sur le site du Sénat (consulté le 7 novembre 2011)
- « Armand Deffis », dans Adolphe Robert et Gaston Cougny, Dictionnaire des parlementaires français, Edgar Bourloton, 1889-1891 [détail de l’édition]
- « Armand Deffis », dans le Dictionnaire des parlementaires français (1889-1940), sous la direction de Jean Jolly, PUF, 1960 [détail de l’édition]
- Flavien Pech de Cadel, Paul Jazet, Histoire de l’École spéciale militaire de Saint-Cyr par un ancien saint-cyrien, Paris, Delagrave, 1886, p. 271